# Le Tuteur (série télévisée)
Le Tuteur est une série télévisée française en 19 épisodes de 100 minutes créée par Pierre Grimblat et diffusée du 12 mars 2003 au 11 juin 2008 sur France 2. En Belgique, la série est diffusée sur RTL-TVI.
Depuis le 4 décembre 2024, l'intégralité est diffusée sur la plateforme gratuite TF1+.

## Synopsis
Cette série met en scène François Etchegarray, tuteur à Marseille, et son équipe, chargés de protéger des personnes vulnérables. François a un fils qui s'appelle Saba .

## Distribution
- Roland Magdane : François Etchegarray
- Jean-Marie Juan : Juge Axel Corti
- Jean-Pierre Sanchez : Saba Etchegarray
- Jean Barney: le procureur
- Anne-Marie Pisani : Nono
- Valérie Leboutte : Bénédicte Saint André (DeCotignac), dite Ben
- Alice Chenu : Jessica Pierret
- Jean-Pierre Girard : Le juge Richelieu
- Fanny Avram : Steph
- Gérard Dubouche : Commissaire Franchini
- Selma Kouchy : Nora
- Delphine McCarty : Angèle
- Andrea de Lorenzi : Léa
- Charlotte Vermeil : La greffière
- Martial Bezot : Yann
- José Heuze : Gilbert

## Épisode pilote
- Titre : Née sous X
- Numéro(s) : pilote (0.0)
- Scénariste(s) : Florence Aguttes, Alain Schwartzstein
- Réalisateur(s) : Alain Schwartzstein
- Diffusion(s) : 12 mars 2003 sur France 3
- Résumé : Léa Destérac vient de perdre ses parents adoptifs dans un accident de voiture. Son oncle refuse de s'occuper d'elle. L'enfant est placée à la DDASS. François Etchegarray, tuteur à Marseille, doit maintenant s'occuper de l'avenir de Léa, d'autant plus que celle-ci doit hériter d'une fortune. L'oncle indélicat et cupide, au courant de l'affaire, retrouve Jessica, la mère biologique de la petite fille, et lui propose de casser l'acte d'adoption. Il se garde bien de lui dire qu'il pourra ainsi empocher 150 000 euros. François, qui fait la connaissance de Jessica, pense qu'elle pourrait apprendre à devenir une bonne mère. Avec l'aide de Nono et de la psychologue Michèle, il s'attelle à la tâche....
- invités :
- Gérard Bayle : Alexandre Desterac
- Agnès Regolo : Agnès Desterac
- Andrea de Lorenzi : Léa Destarc
- Jean-Pierre Girard : Le juge Richelieu

## Saison 1 (2004)

### 01: Flèche d'or
- Numéro(s) : 01 (1.1)
- Scénariste(s) : Helen Cohen, Roger Kahane
- Réalisateur(s) : Roger Kahane
- Diffusion(s) : 11 février 2004 sur France 3
- Résumé : Tony Carrera 24 ans, que ses cheveux peroxydés ont fait surnommer " Flèche d'Or " est l'idole de l'Olympique de Marseille et de toute la ville. Ce soir, il part essayer sur l'autoroute le superbe bolide italien qu'il vient de recevoir. Au matin, toute la ville est dans l'affliction. La " Flèche d'Or " et son bolide se sont crashés sur l'autoroute. L'idole de Marseille est entre la vie et la mort...
- invités :
- Arlette Bach : Mme Jacquin
- Pierre Deny : Bernard Gallo
- Stéphanie Guieu : Nathalie Carrera
- Alexandre Thibault : Antoine Carrera dit Tony
- Fanny Avram : Steph

### 02: Promenade de santé
- Numéro(s) : 02 (1.2)
- Scénariste(s) : Helen Cohen, Pierre Grimblat
- Réalisateur(s) : Roger Kahane
- Diffusion(s) : 7 avril 2004 sur France 3
- Résumé : Sur le toit de l'hôpital de la Timone, Philippine menace de se jeter dans le vide. Derrière elle, son père le professeur Poitou tente de parlementer. Il la soigne pour un cancer. Mais Philippine qui nourrit un profond contentieux à son égard ne peut supporter un nouveau conflit avec lui et saute.... Après ce suicide raté, le tuteur, François Etchegarray, est désigné pour la prendre en charge. Il est convaincu qu'il ne pourra aider Philippine que lorsqu'il aura élucidé les raisons de son hostilité envers celui qui est à la fois son père et son médecin...
- invités :
- Judith Chancel : Philippine Poitou
- Olivier Picq : Le professeur Poitou
- Simon Eine : Phoebus
- Jérémy Julien : Omar
- Zita Hanrot : Malika
- Charlotte Vermeil : La greffière

### 03: Quand revient le printemps
- Numéro(s) : 03 (1.3)
- Scénariste(s) : Helen Cohen, Pierre Grimblat
- Réalisateur(s) : José Pinheiro
- Diffusion(s) : 20 octobre 2004 sur France 3
- Résumé : François déambule avec Saba entre les étals colorés du marché du Cours Julien. Amusé par l'enthousiasme de son fils qui ne tarit pas d'éloges sur ce nouveau lieu de la culture bio, il semble beaucoup plus intéressé par une belle femme, Mireille Raphaël, productrice de légumes et de fruits de saison. Lorsqu'elle l'accueille avec un large sourire, François est prêt à tout acheter pour prolonger un si délicieux moment. Quelques mois plus tard, le juge de tutelle, Corti, confie à François le dossier de Mireille, hospitalisée pour dépression. Après la mort de son père, elle s'est consacrée corps et âme à l'exploitation familiale, allant jusqu'à se séparer de sa petite fille qu'elle a confiée à sa sœur. Désireuse de moderniser la propriété ancestrale des Raphaël, elle n'a pas réussi à gérer l'endettement nécessaire à ses projets. Couverte de dettes, épuisée malgré le dévouement d'Hassan, le saisonnier marocain, elle n'a pas supporté l'anéantissement par le gel de sa dernière récolte. Se retranchant derrière la loi, la jeune femme est convaincue que la liquidation du domaine est la seule solution pour rembourser les créanciers au plus vite...
- invités :
- Cathy Darietto : Mireille Raphaël
- Laurence Colussi : Dominique Bouvier
- Smaïl Mekki : Hassan
- Vincent Skimenti : M. Garnier
- Guillaume Salomone : Guillaume
- Charlotte Calvet : Charlotte

## Saison 2 (2005)

### 01: Conseil de famille
- Numéro(s) : 04 (2.1)
- Scénariste(s) : Pierre Grimblat, Sylvie Krier
- Réalisateur(s) : José Pinheiro
- Diffusion(s) : 28 décembre 2005 sur France 3
- Résumé : Le tuteur soutient ceux que la vie a rendu trop vulnérables... Après la mort de ses parents qui ont péri dans un accident d'hélicoptère, Lune a été recueillie par son oncle et sa tante. Cette dernière, qui avait cédé sa place à sa sœur le jour du drame, souffre depuis d'une dépression sévère et est dans l'incapacité d'assumer son rôle face à la petite... Lune s'est renfermée dans un mutisme et c'est grâce à Célie, la patronne du club hippique qu'elle fréquente, qu'elle retrouve le goût de vivre au contact des chevaux... François constitue un conseil de famille afin que Lune soit confiée aux bons soins de Célie. Parallèlement, le tuteur au grand cœur doit s'occuper de Shempi, un ancien protégé, qui rencontre de grandes difficultés pour s'intégrer socialement et professionnellement puisqu'il a choisi de vivre à fond sa moitié «indienne»...
- invités :
- Alexandrine Nobis : Lune
- Antoine Reyes : Lévêque
- Sylvie Flepp : Mélissa

### 02: Il fera beau demain
- Numéro(s) : 05 (2.2)
- Scénariste(s) : Helen Cohen, Pierre Grimblat
- Réalisateur(s) : José Pinheiro
- Diffusion(s) : 30 novembre 2005 sur France 3
- Résumé : Toutes les radios reprennent inlassablement ce qui est en passe de devenir le nouveau tube de l'été : «Il fera beau demain». Les paroles ont été empruntées à un auteur oublié à qui on a négligé de demander son autorisation : un marginal qui vit modestement à la Madrague, un nommé Eugène Rastonin, jadis connu sous son nom de Granville. Tombé dans la misère, il n'a plus rien produit depuis vingt ans et végète actuellement sous la protection du tuteur, François Etchegarray. Mais la fortune inattendue de sa chanson le tire de l'ombre du jour au lendemain. Il aura bien besoin de l'aide de François pour encaisser la nouvelle et se relever sans y laisser des plumes...
- invités :
- André Oumansky : Eugène Rastonin
- Chloé Stefani : Eugénie Messian
- Fanny Avram : Steph
- Boris Napes : Courtois
- Isis Eymerie : Marie Guidicci

### 03: Mariage blanc
- Numéro(s) : 06 (2.3)
- Scénariste(s) : Lydie Ferran, Sylvie Simon
- Réalisateur(s) : Édouard Molinaro
- Diffusion(s) : 1er juin 2005 sur France 3
- Résumé : Protégé de François Etchegarray, René, installateur de paraboles plutôt taciturne, est sujet à de brusques accès de violence. Âgé de 40 ans, il vit toujours chez sa mère, Hortense, qui se montre très possessive. Un jour, très agité, René débarque dans le cabinet de François et le presse de lui donner 6 000 euros pour lui permettre de se marier avec Lela, qu'il a rencontrée grâce à une association franco-africaine. Fort de son expérience sur les mariages blancs, François essaie de le convaincre de patienter, le temps de mener une enquête sur l'honnêteté de l'association. Mais Lela est déjà arrivée en France et elle a rejoint René. François tente d'en savoir plus sur les intentions de la jeune femme...
- invités :
- Luc Thuillier : René
- Edéa Darcque : Lela
- Eugénie Grimblat : Élodie

### 04: Pour le sourire de Romain
- Numéro(s) : 07 (2.4)
- Scénariste(s) : Lydie Ferran, Sylvie Simon
- Réalisateur(s) : François Velle
- Diffusion(s) : 20 avril 2005 sur France 3
- Résumé : Romain, jeune adulte handicapé mental léger (à la suite d'un violent choc affectif) progresse de jour en jour depuis que François, à la mort de son père, assure sa tutelle ; aussi le tuteur est-il très inquiet lorsque Christophe, demi-frère de Romain, et avocat redouté, décide de récupérer le suivi de son frère...
- invités :
- Naël Marandin : Romain Beauchamp
- Carlos Leal : Christophe Beauchamp
- Selma Kouchy : Magali
- José Heuzé : Tonio Costa
- Geo Mathis : Simon Guigue
- Charlotte Vermeil : Véronique Thomas
- Marie Laure Malrick : Florence Beauchamp

### 05: Une nouvelle vie
- Numéro(s) : 08 (2.5)
- Scénariste(s) : Lydie Ferran, Sylvie Simon
- Réalisateur(s) : Sylvie Simon
- Diffusion(s) : 16 février 2005 sur France 3
- Résumé : Tandis qu'un homme tague des formules de physique extrêmement complexes sur un abribus, une vieille femme qui chantait en faisant la manche près de lui, renonce à sa rengaine pour attaquer la “Java des bombes atomiques.” Lui c'est Julien, elle Antoinette. Ils ne se connaissent pas, mais vont bientôt être au cœur des préoccupations de François, leur “tuteur”. Depuis de nombreuses années, François s'occupe de Julien : ce brillant chercheur a basculé un jour dans la dépression et s'est retrouvé en hôpital psychiatrique. François veut tenter de le placer en appartement thérapeutique pour le sortir de son marasme et l'amener à reprendre une vie professionnelle. Quant à Antoinette, François la rencontre après qu'elle a été renversée par Saba. Si les radios de contrôle rassurent tout le monde, François est confronté à un autre problème : Antoinette ne sait plus qui elle est et où elle habite. Le choc de l'accident semble avoir déclenché une amnésie totale...
- invités :
- Annie Cordy : Antoinette Loiseau
- Yves Michel : Julien Marcoeur
- Catherine Aymerie : Nicole Marcoeur
- David Faure : Marcel
- Tony D'Amario : Max Tardy

## Saison 3 (2006)

### 01: Le Pêcheur de miracles
- Numéro(s) : 09 (3.1)
- Scénariste(s) : François Velle
- Réalisateur(s) : François Velle
- Diffusion(s) : 5 avril 2006 sur France 3
- Résumé : À Marseille, Pierre est le roi des pêcheurs. Il invite François pour fêter ses vingt ans de bonheur avec Jeanne. Bien que gris, Pierre décide, malgré les protestations de Jeanne, d'aller relever ses filets, mais il oublie une amarre et, en se précipitant derrière lui, Jeanne se heurte la tête contre le chalutier et tombe à l'eau. Pierre plonge et la ramène, inerte. Elle est emmenée à l'hôpital, où elle sombre dans un coma profond. Bouleversé, le pêcheur se met à boire. Profitant de son malheur, d'autres veulent déjà prendre sa place. François va devoir assumer la tutelle de Jeanne et faire le choix difficile de donner ou non son accord pour une opération délicate qui pourrait la sauver, mais aussi la tuer...
- invités :
- Pierre-Jean Chérer : Pierre
- François Guétary : Le docteur Combas
- David Faure : Marcel
- Sophie Michaud : Jeanne
- Arthur Dupont : Cédric
- David Mandineau : Gus
- Georges Neri : Mario
- Martial Bezot : Yann
- Gérard Dubouche : Franchini

### 02: Leïla
- Numéro(s) : 10 (3.2)
- Scénariste(s) : François Velle
- Réalisateur(s) : François Velle
- Diffusion(s) : 15 février 2006 sur France 3
- Résumé : la tutelle de la jeune Leïla future étoile montante de la scène rap est confiée à François Etchegarray. Leïla est encore mineure, et François devenu son représentant légal doit protéger son patrimoine jusqu'à sa majorité. Il s'assurera que personne ne tente d’accaparer la fortune qu'elle a amassé en très peu de temps, surtout pas son manager auquel il va se heurter en tentant de réconcilier Leïla avec son père. Sa mission va s'avérer d'autant plus difficile, que la mise en cause de son ami le juge Axel Corti dans une affaire de harcèlement sexuel sur une tutrice malhonnête, qui souhaitait récupérer la tutelle de la petite star, va s'étaler dans la presse, éclaboussant indirectement la réputation du cabinet Etchegarray. Pendant ce temps-là, Maxime Brecourt, ne chôme pas, mythomane de talent et protégé du Cabinet Etchegarray il a vendu au Conseil régional... un salon de l'Automobile à Marseille, rien que ça !
- invités :
- Razika Simozrag : Leïla
- Jean-Pierre Loustau : Roger Cambris
- Laurence Cormerais : Julie Descousses
- Fabrice Roux : Maxime
- Stéphane Derossis : Yves Louret

### 03: Mère à 14 ans
- Numéro(s) : 10 (3.3)
- Scénariste(s) : Sylvie Simon, Pierre Grimblat
- Réalisateur(s) : Édouard Molinaro
- Diffusion(s) : 20 septembre 2006 sur France 3
- Résumé : En raccompagnant un de ses protégés, François découvre une jeune fille en train d'accoucher, seule dans une impasse. Aussitôt après son admission à l'hôpital, elle met au monde un petit garçon ; né prématurément, le bébé est placé en couveuse et la “petite maman” refuse de le voir et de lui choisir un prénom. Décontenancé par son attitude mais surtout par son extrême jeunesse (elle a à peine 14 ans), François tente de l'interroger, mais Soledad, qui prétend vivre seule, se refuse à toute révélation sur sa vie privée... La gamine n'ayant aucun papier sur elle, à l'exception d'une carte bancaire au nom de Carole Maures, le tuteur entreprend alors de joindre cette dernière mais en vain...
- invités :
- Valentine Stach : Soledad
- Hocine Choutri : Marco
- Luc Palun : Béranger
- Aude Charlon de Nexon : Vanessa Viery
- Francesca Serra : Alice
- Marina Golovine : Carole
- Cédric Maruani : Chris
- Claudia Tagbo : Sage femme
- Charlotte Vermeil : La greffière
- Océane Bonomo Ramos: Martin

### 04: Mission accomplie
- Numéro(s) : 11 (3.4)
- Scénariste(s) : Edouard Molinaro, Francois Velle
- Réalisateur(s) : Édouard Molinaro
- Diffusion(s) : 20 septembre 2006 sur France 3
- Résumé : Depuis la mort de sa femme Anna, victime d'un accident de la route alors qu'elle venait lui apporter l'écharpe porte-bonheur qu'il avait oubliée, le commandant Max Ferencsi, pilote de canadair ne peut plus voler. Enfermé dans sa douleur, la culpabilité et le remords l'empêchent désormais de piloter un avion. Désigné comme tuteur, François Etchegaray est perplexe car il comprend très tôt que la dérive de Max est certes lié au chagrin mais aussi à d'autres éléments extérieurs qu'il a bien l'intention d'élucider...
- invités :
- Laurent Bateau : Max
- Isabelle Bouysse : Luisa / Anna
- Thierry Redler : Willy
- Jean-Marc Maurel : Général Guinet

## Saison 4 (2007)

### 01: Yann
- Numéro(s) : 12 (4.1)
- Scénariste(s) : François Velle
- Réalisateur(s) : Jean Sagols
- Diffusion(s) : 7 mars 2007 sur France 3
- Résumé : Ancien protégé du cabinet de tutelles, Yann, un violent et dangereux individu, va sortir de prison. Il n'a qu'une idée en tête : faire la peau à François Etchegarray, qu'il juge responsable de son arrestation... Alerté par un indic, le Commissaire Franchini décide de mettre François sous protection. Mais il doit se rendre au tribunal pour défendre une adolescente, Valérie Lambert, dans le procès qui l'oppose à son père, qui a abusé d'elle. À l'audience, une surprise attend François... Par ailleurs, Julien Marcœur, un génie en mathématiques et protégé de François, a obtenu un poste de professeur à la Faculté et aimerait se marier...
- invités :
- Fanny Avram : Steph
- Martial Bezot : Yann
- Juliet Lemonnier : Valérie
- Julie de Bona : Hermine
- Cécile Auclert : la mère de Valérie
- Alain Doutey : André

### 02: Olivia disparue
- Numéro(s) : 13 (4.2)
- Scénariste(s) : François Velle
- Réalisateur(s) : Jean Sagols
- Diffusion(s) : 10 février 2007 sur France 3
- Résumé : Après des années passées à l'étranger pour son travail, Olivia Langevin, une brillante archéologue, est de retour à Marseille où elle est responsable d'un gros chantier de fouilles archéologiques dans la cité phocéenne. Après une dispute avec Frédéric, son ex mari au sujet de la garde leur fils Paul, Olivia disparaît... Disparition criminelle ou volontaire, l'enquête piétine. Le juge Corti nomme alors François Etchagarray pour représenter les intérêts d'Olivia, notamment en ce qui concerne la gestion de la société familiale d'huile d'olives dont Olivia a hérité après la mort de sa mère... À la demande du procureur, Corti confie à François un autre "dossier" très délicat : celui d'Isadora, 70 ans, ancienne cantatrice célèbre à la carrière internationale. Gloire du passé, elle vit aujourd'hui à Marseille une romance brûlante avec un ancien docker, bien plus jeune qu'elle, Marcello. Mais Aline, la fille d'Isadora, accuse Marcello de vouloir dilapider les biens de sa mère. C'est à François Etchaggaray de mettre tout en œuvre pour "protéger" Isadora des éventuelles malversations de ce Marcello au comportement trouble...
- invités :
- Valérie Sibilia : Olivia
- Jérôme Bertin : Frédéric
- Catherine Alcover : Isadora
- Vincent Moscato : Marcello
- Pierre-Marie Escourrou : Didier

## Saison 5 (2008)

### 01: Père sous X
- Numéro(s) : 14 (5.1)
- Scénariste(s) : Sylvie Simon
- Réalisateur(s) : José Pinheiro
- Diffusion(s) : 30 avril 2008 sur France 3
- Résumé : Gianni, 35 ans, célibataire, est aujourd'hui mécanicien dans un garage automobile à Marseille. Issu d'un milieu très modeste, c'est au cours de ses années de galère qu'il est devenu un des protégés de François Etchegarray. Alors qu'il avait à peine 25 ans, Gianni a eu un enfant avec Dominique, une jeune fille de 17 ans en rupture avec sa famille. Peu avant de se séparer, les deux parents avaient décidé d'un commun accord de faire adopter leur bébé. Rongé par le remords, Gianni demande aujourd'hui à Etchegarray de l'aider à retrouver la trace de cet enfant dont il ignore tout. La tâche ne s'avère pas particulièrement aisée pour les deux hommes...
- invités :
- Philippe Frécon : Gianni
- Sophie Barjac : Claire
- Philippe Le Dem : Gilles
- Andrea de Lorenzi : Léa
- Hélène Viaux : Marinette Venel
- Bruno Flender : Venel
- Charlotte Kopp : Sara
- Karine Lazard : Dominique

### 02: Le Prodige
- Numéro(s) : 15 (5.2)
- Scénariste(s) : François Velle
- Réalisateur(s) : José Pinheiro
- Diffusion(s) : 3 septembre 2008 sur France 3
- Résumé : Boris (surnommé Bobo) est la star du club de foot du quartier de la Pointe Rouge à Marseille. Cet adolescent d'origine africaine est devenu une vedette dans la région. C'est le vœu le plus cher de son entraîneur, César Padevilla, un vieux Marseillais qui s'occupe de lui depuis plus de cinq ans, lorsque ses parents, réfugiés politiques, sont retournés prématurément dans leur pays d'origine et n'ont plus donné signe de vie. En attendant leur retour hypothétique, François, tuteur légal de l'enfant né en France, avait accepté que Boris aille vivre avec César...
- invités :
- Max Gomis : Boris
- Jean-Louis Foulquier : César
- Camille Ghanassia : Estelle
- Patrice Valota : Robert Etchegarray
- Benoît Giros : Paul Etchegarray
- Marius Bruna : Professeur Banlieu
- Arsène Jiroyan : J.-P. Laforêt
- Rémi Bichet : Xavier
- Matthieu Tribes : Marou
- Jean-Michel Dagory : M. Cardelier
- Fanny Paliard : Carole
- Arlette Bach : Mme Mazel

### 03: Le clandestin
- Numéro(s) : 16 (5.3)
- Scénariste(s) : Pierre Grimblat, François Velle
- Réalisateur(s) : Édouard Molinaro
- Diffusion(s) : 8 octobre 2008 sur France 3
- Résumé : Comme de nombreux clandestins, Zhang, un jeune Chinois de 15 ans, débarque à Marseille. Aussitôt, il est appréhendé et prend la fuite, mais il est renversé par une voiture, celle de François Etchegarray. Blessé, Zhang est transporté à l'hôpital sous surveillance policière. Inquiet du sort réservé aux jeunes clandestins, François apprend par la directrice de la PAF, Sophie Lacouture, qu'en tant que mineur, le jeune garçon ne peut être expulsé. François propose d'être le tuteur "ad hoc" de Zhang, et ne tarde pas à découvrir la situation des jeunes mineurs clandestins, dont les familles ont payé très cher leur passage en Europe... Pour Abel, un autre protégé du cabinet Etchegarray, la situation n'est guère brillante : couvert de dettes, le berger n'a d'autre choix que de vendre ses terres...
- invités :
- Nicolas Lestang : Zhang
- Elisa Maillot : Sophie Lacouture
- Simon Masnay : Le lieutenant André
- Moon Dailly : Lucie
- Monique Chaumette : Mme Grandet
- Antoine Régent : Abel

### 04: Le poids du secret
- Numéro(s) : 17 (5.4)
- Scénariste(s) : Dominique Golfier, François Velle
- Réalisateur(s) : Édouard Molinaro
- Diffusion(s) : 12 novembre 2008 sur France 3
- Résumé : Fabien Castel dirige la compagnie des "Savonneries Castel" en compagnie de sa femme Marie et de sa belle-sœur Cécile. Alors qu'ils s'envolent pour le Maroc à bord de leur jet privé, l'appareil s'écrase pas très loin de Marseille. Le juge Corti, ami de Fabien, et Cécile se rendent sur les lieux de l'accident. La malheureuse Marie est morte sur le coup alors que Fabien, avant de rendre l'âme, a fait part de son désir de voir Julia lui succéder dans l'entreprise familiale. Mais une question se pose : qui est Julia ?... Fabien Castel a toujours caché l'existence de la jeune femme, qui n'est autre que la fille qu'il a eue avant son mariage avec Marie. Propulsée hors de l'ombre ; Julia, dix-sept ans, étudiante en fac d'économie, reçoit François Etchegarray comme tuteur. Ce dernier va devoir défendre ses intérêts jusqu'à sa majorité. Il aura bien du pain sur la planche : non seulement François devra l'aider à régler les problèmes de contestation d'héritage avec Cécile, mais en plus il devra aider la jeune femme à faire face à ses nouvelles responsabilités de chef d'entreprise...
- invités :
- Emilie de Preissac : Julia
- Alexandre Zambeaux : Marc de Cottignac
- Nelly Alard : Cécile Delcourt
- Julie Judd : Corinne
- Jean-Louis Cassarino : Fabien Castel
- Karim Seghair : Nourad